# Arnold Lungershausen (Tiermediziner)
Arnold Lungershausen (* um 1836; † 1. März 1907 in Bückeburg) war ein deutscher Apotheker, Tierarzt und Veterinärrat.

## Leben

### Familie
Arnold Lungershausen entstammte einer alten Offiziersfamilie. Sein Vater, Jacob Lungershausen, war Schaumburg-Lippischer Major und Kommandeur der Festung Wilhelmstein.
Lungershausens ältester Sohn war der am 25. September 1865 in Bückeburg geborene Carl Ludwig Arnold Lungershausen. Dieser wanderte am 8. September 1885 nach Amerika aus. Seine Auswanderer-Akte hat sich im Stadtarchiv Bückeburg erhalten.

### Werdegang
Lungershausen durchlief nach seinem Schulabschluss zunächst eine Ausbildung zum Apotheker, einen Beruf, den er insgesamt acht Jahre lang ausübte. Dann absolvierte er das Studium der Tierheilkunde. In diesem Zeitraum beobachtete er die in den Jahren 1862 und 1863 in der Umgebung von Hannover auftretende Krankheit der Schafpocken, über die er mehr als vier Jahrzehnte später während eines ähnlichen Seuchenausbruches 1906 in der Deutschen Tierärztlichen Wochenschrift berichtete. Ebenfalls 1863 erhielt Lungershausen zum Abschluss seiner Studien sein mit dem Prädikat „gut“ bewertetes Tierärztliches Staatsexamen. In der Folge ließ er sich als praktischer Tierarzt in Bückeburg nieder, der Hauptstadt des seinerzeitigen Fürstentums Schaumburg-Lippe.
Schon bald nach seiner Niederlassung ernannte der seinerzeitige Landesherr, Fürst Adolf I. Georg, den Veterinär zum Fürstlichen Rossarzt und zum Landestierarzt. Im Jahr 1891 beschäftigte Lungershausen den von der Tierärztlichen Hochschule in Hannover examinerten Arnold Grimme als seinen Assistenzarzt. 1893 heiratete dieser Lilli Lungershausen; aus der Ehe gingen vier Töchter hervor.
Der Fürstliche Marstall- und Landestierarzt von Schaumburg-Lippe war auch als Gutachter gefragt. So erwiderte er mit Datum 3. Dezember 1893 als „Fürstlicher Landesthierarzt“ eine Anfrage, dessen Text Bestandteil einer mehrfach veröffentlichten Sammlung wurde, die der jüdische Gelehrte und Dozent Hirsch Hildesheimer unter anderem 1906 in zweiter Auflage herausgab. Lungershausens Text diente dann aber auch – als einseitig negativ verfälschtes „Zitat“ – dem Gewerberat und Mitbegründers des Verbandes der Tierschutzvereine des Deutschen Reiches, Ernst von Schwartz, in dessen Buch „Das betäubungslose Schlachten der Israeliten ...“ unter Nennung des falsch wiedergegebenen Autors als Agitation gegen das religiös rituelle Schächten der Juden.
Spätestens 1895 war Arnold Lungershausen als Freimaurer Mitglied der Bückeburger Loge Hermine zum Nesselblatt. Er verstarb 1907 im Alter von 72 Lebensjahren.
Der Schaumburg-Lippische Landestierarzt war Teilnehmer des vom 7. bis 12. August 1899 in Baden-Baden veranstalteten Siebten Internationalen Tierärztlichen Kongresses – ebenso wie der in Coburg amtierende herzoglich Sachsen-Coburg-Gothaische Landestierarzt Hugo Lungershausen.
Nach der Jahrhundertwende erhob Fürst Georg Lungershausen im Jahr 1906 zum Veterinärrat. Der „Thiervogt“ war Mitglied des Tierärztlichen Generalvereins, an deren Sitzung der Beamte regelmäßig teilnahm. Er erwarb sich Verdienste als Fürstlicher Marstalltierarzt und Landestierarzt und engagierte sich insbesondere in der Tierzucht seines Heimatlandes.

## Schriften (Auswahl)
- Jugenderinnerungen, betr. die Schafpocken, in: Deutsche Tierärztliche Wochenschrift, Ausgabe Nummer 9, 1906, S. 100[4]

## Lungershausen’scher Hof

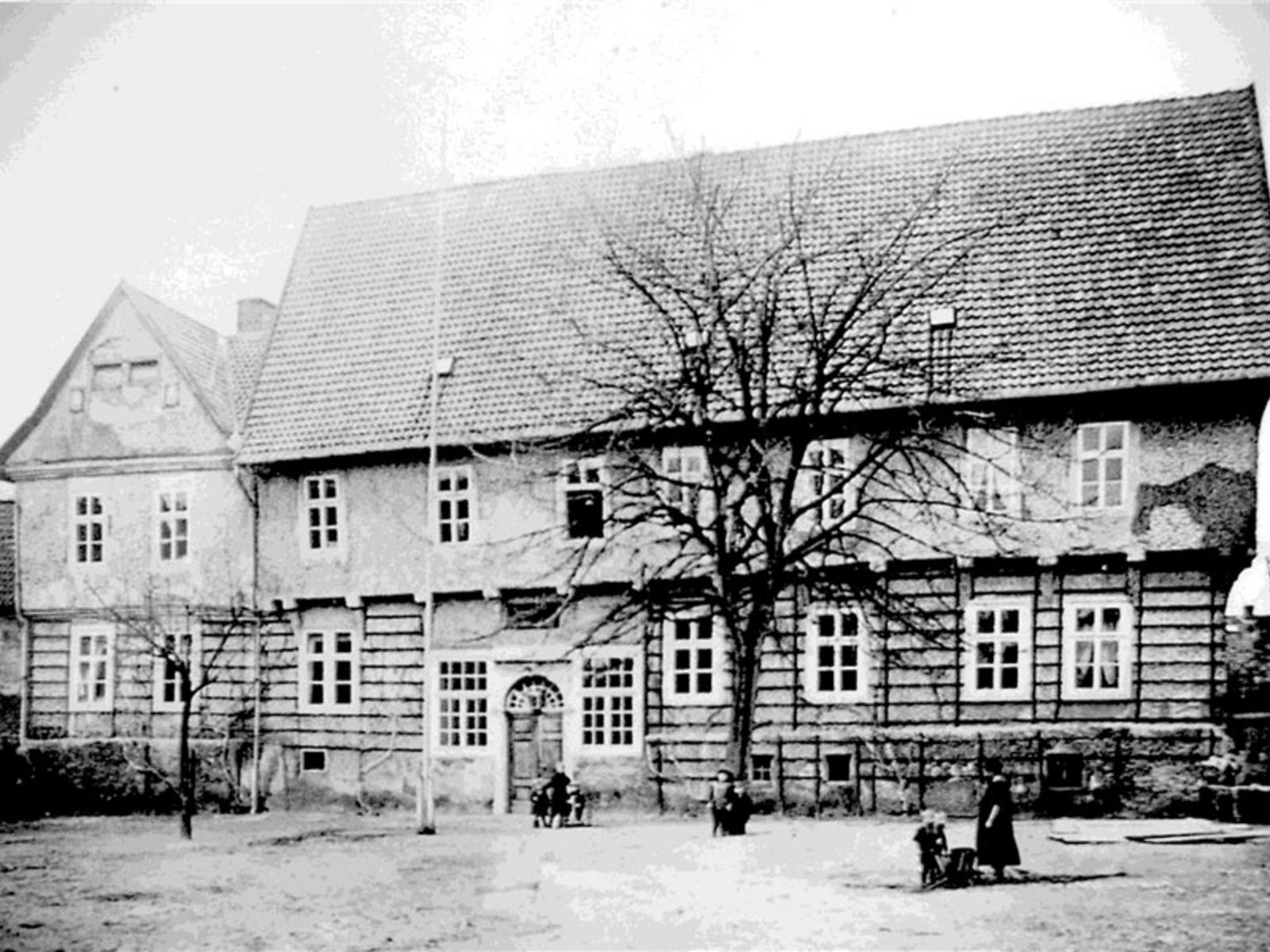
Der Lungershausen'sche Hof in Bückeburg um 1900

Arnold Lungershausen war Besitzer und Namensgeber des als „Lungershausen’scher Hof“ bezeichneten Anwesens an der Petersilienstraße in Bückeburg, das später auch als „Münchhausenhof“ und besser bekannt wurde als Sitz des Hubschraubermuseums Bückeburg am heutigen Sablé-Platz.